# Nokia 5530

Nokia 5530 XpressMusic este un smartphone dezvoltat de compania Nokia. Are o cameră de 3.2 megapixeli cu bliț LED, Bluetooth 2.0, Wi-Fi 802.11 b/g, slot card microSD, port micro-USB. Se bazează pe platforma Series 60 cu sistemul de operare Symbian OS 9.4, S60 ediția a 5-a.

## Design
Ecranul tactil este de 2.9 inchi care oferă un raport de aspect 16:9.
Sub ecran se găsesc 3 butoane sensibile la atingere: tasta de apelare, tasta respingere apel și tasta de meniu.
În partea de sus se afla doar butonul de pornire/oprire al dispozitivului.
În partea de jos se află microfonul, mufa audio de 3.5 mm, mufa de încărcare și portul micro-USB 2.0.
Portul micro-USB este protejat împotriva prafului.
În colțul din stânga se află gaura pentru șnur, iar în partea dreaptă este stylus-ul.
În partea dreaptă se află tasta de control al volumului, butonul de blocare/deblocare ecran și butonul de acționare al camerei foto.
În partea stângă se găsesc două sloturi, unul pentru cardul de memorie microSD și aal doilea pentru cartela SIM. 
Partea din spate găzduiește camera foto de 3.2 megapixeli.
Cadrul din față este construit din metal și materialul plastic este de calitate.

## Multimedia
Nokia 5530 este echipat cu o cameră de 3.2 megapixeli cu focalizare automată și bliț LED.
Player-ul audio suportă formatele MP3/WMA/WAV/RA/AAC/M4A.
Player-ul video suportă formatele WMV/RV/MP4/MPEG4/3GP.
Are radio FM Stereo cu RDS.

## Conectivitate
Nokia 5530 XpressMusic are Bluetooth 2.0 cu A2DP, Wi-Fi 802.11 b/g.

Browser-ul suportă WAP 2.0/xHTML, HTML și Adobe Flash Lite.

## Caracteristici
- Ecran TFT rezistiv de 2.9 inchi cu rezoluția de 360 x 640 pixeli[4]
- Radio FM Stereo cu RDS
- Procesor ARM 11 tactat la 434 MHz
- Slot card microSD până la 16 GB
- Camera foto de 3.2 megapixeli cu bliț LED
- Înregistrare video VGA la 30 de cadre pe secundă
- Bluetooth 2.0
- Slot micro-USB 2.0
- Mufă audio de 3.5 mm
- Wi-Fi 802.11 b/g[5]
- Accelerometru, Senzor de proximitate
- Browserul suportă WAP 2.0/xHTML, HTML și Adobe Flash Lite
- Sistem de operare Symbian OS 9.4 S60
- Memorie internă 70 MB, 128 MB SDRAM
- QuickOffice
- Adobe PDF viewer